# ECWA Mid Atlantic Championship
L'ECWA Mid Atlantic Championship è il titolo secondario della East Coast Wrestling Association. Nonostante il titolo esista dal 1967, i campioni sono stati registrati solo dal 1º maggio 1993. 

## Albo D'Oro
| Wrestler:                                                          | Regni: | Data:             | Luogo:     | Note: |
| ------------------------------------------------------------------ | ------ | ----------------- | ---------- | --- |
| Boogie Woogie Brown                                                | 1      | 1º maggio 1993    | Wilmington | Primo campione registrato. |
| Storia del titolo non registrata dal 1993 al 1995.                 |        |                   |            | |
| Ronnie Roberts                                                     | 1      | 3 dicembre 1995   | Wilmington | Vincendo una battle royal per il titolo vacante. |
| Boogie Woogie Brown                                                | 2      | Gennaio 1996      |            | |
| Storia del titolo non registrata dal gennaio 1996 al febbraio 1997 |        |                   |            | |
| Ace Darling                                                        | 1      | 22 febbraio 1997  |            | Sconfiggendo Cheetah Master per il titolo vacante. |
| Reckless Youth                                                     | 1      | 29 novembre 1997  |            | Sconfiggendo Lance Diamond e Ace Darling in un triple treath match. |
| Inferno Kid                                                        | 1      | 26 settembre 1998 | Newport    | |
| Mr. Ooh La La                                                      | 1      | 27 febbraio 1999  | Newport    | |
| Cheetah Master                                                     | 1      | 30 luglio 1999    | Newport    | |
| Lance Diamond                                                      | 1      | 17 settembre 1999 | Wilmington | |
| Ty Street                                                          | 1      | 15 ottobre 1999   | Newport    | Sconfiggendo Vince Goodnite per il titolo vacante. |
| Glen Osbourne                                                      | 1      | 2000              |            | |
| Mozart Fontaine                                                    | 1      | 7 aprile 2001     | Wilmington | |
| Mr. Ooh La La                                                      | 2      | 6 aprile 2002     | Wilmington | |
| Japanese Pool Boy                                                  | 1      | 14 settembre 2002 | Wilmington | |
| Prince Nana                                                        | 1      | 3 maggio 2003     | Wilmington | |
| Ace Darling                                                        | 2      | 28 febbraio 2004  | Wilmington | |
| Prince Nana                                                        | 2      | 1º maggio 2004    | Wilmington | |
| Bonecrusher Fred Sampson                                           | 1      | 18 settembre 2004 |            | |
| Nick Malakai                                                       | 1      | 13 novembre 2004  |            | |
| Chase Del Monte                                                    | 1      | 12 febbraio 2005  |            | |
| Japanese Pool Boy                                                  | 2      | 28 gennaio 2006   | Newark     | |
| Mike Tobin                                                         | 1      | 4 marzo 2006      |            | |
| Bryan Logan                                                        | 1      | 7 ottobre 2006    | Newark     | |
| Titolo reso vacante il 1º marzo 2008.                              |        |                   |            | |
| J.J. Cruz                                                          | 1      | 1º marzo 2008     | Newark     | |
| Ace Darling                                                        | 3      | 5 aprile 2008     | Newark     | |
| Glen Osbourne                                                      | 2      | 10 maggio 2008    | Newark     | |
| Ace Darling                                                        | 4      | 26 luglio 2008    | Newark     | |
| Chase Del Monte                                                    | 2      | 26 luglio 2008    | Newark     | Sconfiggendo Aden Chambers, Ace Darling e Robere' Shields in un Fatal 4-Way match.                                                                                       |
| Dan Eckos                                                          | 1      | 27 settembre 2008 | Newark     | Sconfiggendo Chase Del Monte, Billy Bax, Jason Leigh e JJ Cruz in un Five-Way match.                                                                                     |
| Sean Royal                                                         | 1      | 22 novembre 2008  |            | |
| Rob Eckos                                                          | 1      | 24 gennaio 2009   | Newark     | Dan e Rob Eckos sconfissero Billy Bax e Sean Royal in un tag team match valido per il titolo. Rob schienò Royal per vincere.                                             |
| Nick Logan                                                         | 1      | 18 luglio 2009    | Newark     | |
| Aden Chambers                                                      | 1      | 20 marzo 2010     | Newark     | |
| Nick Logan                                                         | 2      | 10 luglio 2010    | Newark     | Nick Logan vinse l'ECWA Mid-Atlantic Title e Matt & Bryan Logan vinsero l'ECWA Tag Team Title in un six-man tag team match contro Aden Chambers, Tony Burma & Ryan Rush. |
| Vacante                                                            |        | 20 settembre 2010 | Newark     | Nick Logan rese vacante il titolo per infortunio. |
| Chris Wylde                                                        | 1      | 4 dicembre 2010   | Newark     | Wylde eliminò Mozart Fontaine per ultimo dalla battle royal valida per il titolo.                                                                                        |
| Kekoa The Flying Hawaiian                                          | 1      | 19 novembre 2011  | Newark     | |
| Papadon                                                            | 1      | 5 maggio 2012     | Newark     | Papadon, ECWA Heavyweight Champion, sconfigge Kekoa, Mid-Atlantic Champion.                                                                                              |
| Mike Tartaglia                                                     | 1      | 5 maggio 2012     | Newark     | |
| Mr. Ooh La La                                                      | 3      | 2 giugno 2012     | Newark     | |